# Gerald Maurice Clemence
Gerald Maurice Clemence, ameriški astronom, * 16. avgust 1908, Greenville, Rhode Island, ZDA, † 22. november 1974, Providence, Rhode Island.
Kraljeva astronomska družba mu je leta 1965 podelila svojo zlato medaljo, Nacionalna akademija znanosti ZDA pa leta 1975 medaljo Jamesa Craiga Watsona.
1. ↑  https://ieeexplore.ieee.org/stamp/stamp.jsp?arnumber=4066093